# Спокуса Янссона
Спокуса Янссона (швед. Janssons frestelse) — традиційна страва шведської кухні, запіканка з картоплі, цибулі, маринованих анчоусів і вершків. Зазвичай готується до Різдва, але може подаватися і в інші святкові дні, наприклад, на Великдень. Страва також поширена у Фінляндії під назвою «Janssoninkiusaus».

## Історія
Згідно з однією з версій, назва походить від прізвища оперного співака Пеле Янсона (1844—1889), який вважався гурманом. Однак ця назва не була відома до 1940-х років.
За іншою версією, яку виклав Гуннар Стігмарк в газеті «Gastronomisk kalender», назва була дана матір'ю Стігмарка на честь фільму «Спокуса Янссона», в якому знявся популярний актор Едвін Адольфсон. Після вечірки, яку організувала мама журналіста, страва поширилася спершу серед її подруг, а потім попала і в кулінарні книги.

### Спосіб приготування
У змащену маслом форму послідовно викладаються шари нарізаної картоплі, цибулі, подрібненої риби і знову картоплі; а потім наливаються вершки. Страва запікається при температурі 200 °C близько 30–60 хвилин.

### Варіанти
Та ж страва, але з яловичим фаршем замість анчоусів, називається «спокуса Карлссона» (швед. Karlssons frestelse), вегетаріанський варіант — «спокуса Янсона» і, нарешті, різновид без анчоусів — «спокуса Гансона» (або Свенсона).
У різних джерелах згадуються також незначні модифікації рецепта, наприклад, посипання панірувальними сухарями і / або тертим сиром, використання рідини з рибних консервів, різних спецій і часнику; запікання до напівготовності під кришкою з подальшим рум'янцем тощо.

### У популярній культурі
Страва згадується в 4-й серії 1-го сезону мультсеріалу «Арчер» («Killing Utne»), в якій російському агентові Елку Губшу випадково дісталася отруєна порція.